# 끼엔푹 황제
건복제(베트남어:  Kiến Phúc Đế / 建福帝, 1869년 2월 12일 ~ 1884년 7월 31일)은 응우옌 왕조의 제7대 황제(재위: 1883년 ~ 1884년)이다. 성명은 응우옌푹하오(베트남어: Nguyễn Phúc Hạo / 阮福昊 완복호)이다. 사용한 연호가 끼엔푹이었으므로 끼엔푹 황제라고 부른다.

## 생애
본명은 응우옌푹응당(베트남어: Nguyễn Phúc Ưng Đăng / 阮福膺登 완복응등)으로, 견군공(堅郡公) 응우옌푹홍까이와 그의 정실 부이티타인(裴氏淸) 사이에서 태어난 둘째 아들이다.
뜨득 23년 봄 정월(1870년 2월), 백부인 뜨득 황제에게 아들이 없었으므로 셋째 양자로 입양되었고, 양선학관(養善學館)에 거주하였다. 당시 사람들은 그곳을 양선당(베트남어: Đường Dưỡng Thiện / 堂養善)이라고 불렀다.
뜨득 황제에게는 양자 3명이 있었는데, 첫째가 죽득 황제, 둘째가 동카인 황제, 셋째가 끼엔푹이었다. 그중 끼엔푹이 가장 많이 총애를 받았고, 학비(學妃) 응우옌티흐엉이 그의 양육을 부탁받았다. 예빈(禮嬪) 응우옌니으억티빅(阮若氏碧)의 말에 따르면 뜨득 황제가 사망할 때 원래는 끼엔푹을 세우려고 하였으나 그의 나이가 아직 어림을 생각하여 죽득이 즉위하도록 유조를 내렸다. 동시에 끼엔푹을 황자 신분으로 정식 승인하였고, 응우옌푹응호(베트남어: Nguyễn Phúc Ưng Hỗ / 阮福膺祜 완복응호)라는 이름을 하사하였다. 그런데 죽득이 3일 만에 보정대신 응우옌반뜨엉, 똔텃투옛에 의해 폐위당하였고, 히엡호아 황제가 옹립되었다. 오래지 않아 히엡호아가 프랑스의 도움을 받아 응우옌반뜨엉과 똔텃투옛을 제거하려고 하였으나 발각되어 살해당했다. 이에 끼엔푹이 황제로 옹립되었고, 당시 그의 나이는 14세였다. 실제 권력이 없었고, 응우옌반뜨엉과 똔텃투옛이 정권을 장악하였다.
끼엔푹이 즉위할 당시, 청나라-베트남 연합군과 프랑스는 통킹 원정으로 군사적 충돌을 지속하고 있었다. 호앙따비엠은 선떠이(山西)에, 쯔엉꽝단은 박닌에 주둔하면서 청나라군 및 흑기군과 함께 프랑스의 침입에 대항하였다. 조정에서 여러 차례 그들에게 후에로 돌아오도록 칙령을 내렸으나 그들은 거절하였다. 남딘제독(南定提督) 따히엔, 남딘안찰사(南定按察使) 팜부먼(范務敏), 끼엔쓰엉지부(建昌知府) 호앙반호애 등은 관직을 버리고 떠났다. 선떠이찬양군무(山西贊襄軍務) 응우옌티엔투엇은 관직을 버리고 고향인 하이즈엉으로 돌아가 의병을 모집해 프랑스군에 대항하였다. 여러 번의 격렬한 전투를 거쳐 프랑스군은 차례로 선떠이, 박닌, 흥호아, 뚜옌꽝 등지를 점령하였다. 결국 청나라와 프랑스는 1884년 5월 11일에 정식으로 톈진 조약을 체결해 청나라가 베트남에 대한 종주권을 포기하였다. 6월 6일, 베트남은 프랑스와 제2차 후에 조약을 체결하여 베트남이 프랑스의 보호국이 되었다. 베트남은 청나라가 이전에 반급한 월남국왕(越南國王)의 금인(金印)을 녹여 없앴고, 청나라와의 조공 관계가 청산되었음을 선포하였다.
제2차 후에 조약이 체결된 뒤 베트남 전역은 남기(南圻), 중기(中圻), 북기(北圻)의 3개 지역으로 분할되었다. 응우옌 왕조 조정의 통치권은 중기에 한정되었다. 프랑스는 3개 지역 모두에 공사(公使, Résident), 부사(副使, Résident adjoint)를 설치하였다. 또한 3개 지역에서 서로 다른 법률을 제정하여 이들이 더 이상 같은 국가가 아니라는 것을 보였다. 프랑스는 후에에 중기흠사(中圻欽使, Résident supérieur de l'Annam)를 설립하여 응우옌 왕조 조정을 능가하는 식민 통치 기구를 구성하였다.
갑신년(1884년) 4월, 끼엔푹이 전염병에 걸렸다. 《안남통사(安南通史)》의 기록에 따르면 끼엔푹의 병은 6월 초하루에 호전되어 조회에 나올 수 있었다. 오래지 않아 위독해져서 6월 초열흘날에 사망하였다. 궁중의 소문에 의하면 끼엔푹은 응우옌반뜨엉과 똔텃투옛이 전권을 장악한 것에 대해 매우 불만을 품고 있었다. 병을 얻었을 때 끼엔푹은 응우옌반뜨엉과 학비 응우옌티흐엉이 간통한 일을 발견하였고, 그들을 법에 따라 처리해 응우옌반뜨엉의 구족을 주멸하고자 준비하였다. 학비는 매우 두려워서 끼엔푹의 약에 독을 넣었고, 그것을 먹은지 이틀만에 사망하였다고 한다. 당시 나이가 15세였다.
끼엔푹이 죽은 뒤 향수현(香水縣) 거정총양춘상사(居正總楊春上社, 현재 후에시 투이쑤언방에 속함)에 장사지냈다. 그의 능묘는 뜨득 황제의 겸릉 곁에 위치하였고, 배릉(陪陵)이라고 호칭하였다. 묘호를 간종(베트남어: Giản Tông / 簡宗), 시호를 소덕지효연예의황제(베트남어: Thiệu Đức Chỉ Hiếu Uyên Duệ Nghị Hoàng đế / 紹德止孝淵睿毅皇帝)로 하였다. 여러 신하들이 상의하여 뜨득 황제의 둘째 양자인 정몽당(正蒙堂) 응우옌푹응티로 하여금 뒤를 잇게 하려고 하였다. 다만 응우옌푹응티는 나이가 있었으므로 응우옌반뜨엉과 똔텃투옛은 권력을 잃고 싶지 않아 그 대신 응우옌푹응티의 동생 응우옌푹응릭을 옹립하니, 그가 함응이 황제이다.
가흥왕(嘉興王) 응우옌푹홍흐우가 비밀리에 끼엔푹의 사인을 조사하였는데, 똔텃투옛에게 발각되어 꽝찌성 깜로현으로 유배되었다가 얼마 안가 죽임을 당했다.

## 가족
- 부: 견태왕(堅太王) 응우옌푹홍까이
- 모: 부이티타인(裴氏淸)
- 조부: 티에우찌 황제
- 조모: 궁인(宮人) 장씨(張氏)

## 참고 문헌
- (중국어)陳仲金 (1992). 《Việt Nam sử lược》 [《越南通史》（原文書名：《越南史略》）]. 戴可來譯. 北京: 商務印書館. ISBN 7-100-00454-3.

| 전 임 히엡호아 황제 | 제7대 응우옌 왕조의 황제 1883년 ~ 1884년 | 후 임 함응이 황제 |